# TG DMAX
TG DMAX è il notiziario del canale DMAX, prodotto da Warner Bros. Discovery Italia.